# 李春榮 (澎湖通判)
李春榮（?—?），中國清朝官員，於1887年奉旨台灣府糧捕海防通判，為台灣清治時期後期的澎湖地方政府主官。前身為台灣府糧捕海防通判的該職位，駐守於澎湖地方，主管政經軍事，官職品等為正六品。
| 前任： — | 台南府糧捕海防通判 1887年上任 | 繼任： 龍景惇 |